# Unahi
Unahi ist eine kleine Siedlung im Far North District der Region Northland auf der Nordinsel von Neuseeland. 

## Geographie
Die Siedlung befindet sich rund 5 km nördlich von Awanui auf einer kleinen Halbinsel, die in den Rangaunu Harbour hineinragt. Zugang zum New Zealand State Highway 1 hat die Siedlung rund 2,5 km südlich bei Waimanoni über ein paar Nebenstraßen.

## Wirtschaft
Die Siedlung lebt von der Landwirtschaft. Der Fischfang ist im Rückgang begriffen und die Verarbeitungsmöglichkeiten, die am Kai existieren, werden nicht mehr genutzt.